# لورين هنري
لورين هنري (بالإنجليزية: Lauren Henry)‏ هي متزلجة فنية جنوب أفريقية، ولدت في 30 يونيو 1988 في ديربان في جنوب أفريقيا.

## وصلات خارجية
- لورين هنري على موقع الاتحاد الدولي للتزلج (الإنجليزية)